# Hulk (película de 2003)
Hulk es una película de 2003 basada en el personaje ficticio de Marvel Comics del mismo nombre. Ang Lee dirigió el filme, que es protagonizado por Eric Bana como el Dr. Bruce Banner, así como Jennifer Connelly, Sam Elliott, Nick Nolte y Josh Lucas. La película explora los orígenes de Hulk, el cual es mayormente atribuido a los experimentos del padre de Banner en sí mismo, y pasando sus genes a su hijo para luego ser víctima de un experimento de radiación gamma transformándose en un enorme monstruo verde cuando se torna furioso, siendo perseguido por el Ejército de los Estados Unidos y creando un conflicto con su padre.
El proyecto de la película comenzó en 1990, 8 años después del final de serie televisiva para que fuese dirigida por Joe Johnston y luego por Jonathan Hensleigh. Muchos libretos y guiones fueron escritos por Hensleigh, John Turman, Michael France, Zak Penn, J. J. Abrams, Scott Alexander y Larry Karaszewski, Michael Tolkin, y David Hayter antes de la intervención de Ang Lee y James Schamus. La película se rodó mayormente en California, principalmente en la Bahía de San Francisco.
Hulk fue un éxito comercial, obteniendo más de $245 millones mundialmente, más que el presupuesto de $137 millones, y recibiendo críticas mixtas de varios críticos que admiraron los efectos visuales y especiales, aunque el ritmo, las actuaciones y la falta de acción de la película eran temas de crítica. Un reboot, titulado The Incredible Hulk, fue estrenada el 13 de junio de 2008 como segunda película del Universo cinematográfico de Marvel.

## Argumento
David Banner es un investigador de genética que ha descubierto la manera de mutar el ADN humano para que el cuerpo pueda curarse rápidamente de una lesión o herida. Desea usar su investigación para crear supersoldados para el Ejército de los Estados Unidos, pero no le es permitido realizarlo, así que experimenta en sí mismo. Una vez que su esposa da a luz a su hijo Bruce, David se da cuenta de que su ADN mutante se ha transmitido e intenta encontrar una cura para la condición de su hijo. En 1972, el Gobierno, representado por el entonces coronel Thaddeus E. Ross, pone fin a su investigación después de enterarse de sus peligrosos experimentos. David, en un arranque de ira, causa una explosión masiva de las instalaciones del reactor de rayos gamma, e intenta asesinar a su hijo, pero accidentalmente termina matando a su esposa, cuando ella interfiere. Entonces, David es llevado a un hospital mental, mientras el Bruce de 4 años es enviado en acogida y adoptado, reprimiendo el recuerdo de sus padres biológicos, creyendo que ambos han muerto. Los sucesos sobre la muerte de su madre dejan a Bruce incapaz de recordar los detalles de su temprana infancia. Recuerda su infancia en sueños, pero no los retiene después de levantarse.
Años más tarde, Bruce es un recién graduado investigador de Energía Bionuclear de la Universidad de California, Berkeley. El complejo industrial-militar Atheon, representado por el general Glenn Talbot, se interesa en la investigación de los «nanomeds» para construir soldados regenerados. David reaparece y empieza a infiltrarse en la vida de Bruce, trabajando como conserje en el laboratorio. Ross, ahora general del Ejército y padre divorciado de la coinvestigadora y exnovia de Bruce, Betty Ross, también empieza a estudiar sobre el tema. Él se preocupa mucho por la seguridad de su hija en torno a Bruce y el hecho de que Bruce esté trabajando en el mismo campo en que solía hacerlo David.
Mientras su compañero Harper repara la máquina de radiación queda en peligro de exponerse tras una falla, y Bruce, por protegerlo, se desmaya debido a un accidente con la máquina científica donde se expone a sí mismo a una brutal cantidad de rayos gamma y los nanomeds, y causando que se vinculen con su ADN alterado. Esa noche, su padre le hace frente, revelando su relación padre-hijo e informándole sobre la mutación dentro de Bruce. Usando muestras del ADN de Bruce robado de su cabello caído, empieza a experimentar con animales. Betty visita a Bruce, temiendo que la radiación lo hubiese podido matar pero Bruce le responde sentirse mejor. Después, la creciente ira dentro Bruce contenida de todas sus frustraciones y su estrés acumulado activa su ADN irradiado, transformándolo en Hulk por primera vez.
Después de destruir por completo el laboratorio, Betty halla a Bruce inconsciente y recuerda confusamente su transformación. Ross llega, sospechoso, y lo arresta de manera domiciliaria, pensando que trabaja con su padre pero Ross deduce su memoria reprimida y le exige alejarse de su hija. Betty, por su parte, visita a David para indagar sobre el pasado de Bruce, pero David le advierte a Betty que se está metiendo en asuntos peligrosos. Esa noche, David llama a Bruce y le avisa que soltó a tres perros mutantes en busca de matar a Betty. Iracundo cuando es atacado por Talbot, revienta en otra transformación. Después de herir seriamente a Talbot y los guardias, Hulk corre hacia la cabaña de Betty y lucha contra los tres deformados perros mutantes matándolos, salvando a Betty, y cae inconsciente. Al día siguiente, Bruce es sedado y llevado a una base subterránea en el desierto. Betty ofrece ayuda a su padre para intentar controlar las transformaciones de Bruce, pero Ross se muestra escéptico, creyendo que Bruce seguiría los pasos de su padre. Mientras tanto, David irrumpe en el laboratorio y, modificando las máquinas de radiación, se dispara a sí mismo los nanomeds y también se expone a una enorme cantidad de rayos gamma, en un intento de obtener poderes como los de su hijo, pero en lugar de eso ganando la habilidad de mezclarse y absorber las propiedades de cualquier cosa que toca. Posteriormente se encuentra con Betty entendiendo su situación, y contándole lo sucedido años atrás en el desierto.
Talbot, viendo una oportunidad de ganar dinero de la fuerza y la capacidad regenerativa de Hulk, intenta enfurecerlo y obtener una muestra de él en su forma superhumana. Talbot lo deja inconsciente y lo pone en un tanque de privación sensorial, y lo induce con pesadillas que empiezan a mostrar los recuerdos reprimidos y lo transforma en Hulk (en el momento en que David le habla de su tragedia a Betty), que conduce finalmente a la muerte de Talbot. David habla con Betty, quien ofrece entregarse con una condición: desea hablar con Bruce por última vez, como padre e hijo. Hulk escapa de la base y vuela en el desierto. Lucha contra las fuerzas del Ejército enviadas detrás de él, venciendo a cuatro tanques de guerra y cuatro helicópteros. Pronto, Hulk aprende prodigiosos saltos, una habilidad que lo lleva hacia un poder de vuelo. De esta manera, logra llegar a San Francisco para buscar a Betty, donde confronta contra dos F-22. Betty contacta con su padre, y lo convence para dejarla encontrarse con Hulk. Viéndola, el amor de Bruce por Betty domina su estado de ira, y lo regresa a su forma humana, pero Ross cree que Hulk es incontrolable por lo que aun espera decidir que hacer con él aunque planea ejecutarlo con su padre si llegan a algo más que una conversación.
David es llevado a la base para hablar con Bruce, debido a que se encuentran bajo un guardia de armamento pesado y sentados en una enorme máquina, donde serían electrocutados hasta la muerte. David se envuelve en un estado de completa megalomanía con sus poderes, y trata de convencer a Bruce hacerlo transformarse en Hulk para entregarle su poder. Bruce, furioso y resentido hacia su padre, se niega. David se transforma en un ser eléctrico poderoso después de morder los cables eléctricos y absorber la energía de todo San Francisco. Bruce se transforma en Hulk, y se enfrenta a él. La batalla alcanza una conclusión donde Bruce permite a su padre absorber su poder, el cual es demasiado para el inestable David para controlar, hinchando su cuerpo en una enorme forma amorfa. Ross ordena lanzar una bomba de carga gamma en ellos, y ambos son presumidos muertos cuando no se halla indicios de sus paraderos.
Un año más tarde, hay numerosos avistamientos de Hulk que Ross comparte con su hija, quien confirma amar aun a Bruce. Bruce, ahora doctor, se exilia en la selva amazónica como doctor en un campo médico. Cuando unos soldados rebeldes intentan robar algunas medicinas del campo, él se confronta al cabecilla y le dice: «Me está haciendo enojar, y no le gustaría verme enojado» (una conocida frase de la serie de televisión de CBS). Los ojos de Bruce se tornan verdes, y sobre el dosel de los árboles, se deja oír el rugido de Hulk.

## Reparto
- Eric Bana como Dr. Bruce Banner / Hulk (llamado legalmente Bruce Krenzler en la película): un científico investigador en radiación gamma que es expuesto a una gran cantidad de radiaciones gamma en un accidente de laboratorio. Bana casteó en octubre de 2001, firmando contrato hasta por 2 secuelas.[3] Ang Lee se sintió obligado a castear Bana al ver Chopper, y su primer acercamiento a Bana fue en julio de 2001.[4] El personaje era altamente codiciado por otros actores. Bana fue una opción para protagonizar  Ghost Rider, perdiendo ante Nicolas Cage.[3] Bana explicó, "Yo estaba obsesionado con la serie televisiva. yo no he sido un gran fan del cómic siendo niño, pero obsesionado con la serie de televisión."[5] Aunque se consideró a Billy Crudup, este declinó el papel. Johnny Depp y Steve Buscemi fueron altamente considerados para el rol principal.[6] Edward Norton, quien interpretaría al personaje en The Incredible Hulk, expresó su interés por el personaje pero finalmente lo rechazó posteriormente sintiéndose decepcionado con el script.[7][8]

- Mike Erwin - Bruce Banner de 16 años.
- Damon James - Bruce Banner de 9 años.
- Bailey James - Bruce Banner de 5 años.
- Michael Kronenberg - Bruce Banner de 4 años.
- David Kronenberg - Bruce Banner de 2 años.

- Jennifer Connelly como Betty Ross: exnovia de Bruce y coinvestigadora, así como la hija alejada del general Ross. Betty es posiblemente la única manera para Hulk de volver a transformarse en Bruce. Connelly se sintió atraída por el personaje de la mano del director Ang Lee. "Él no habla acerca a tipo corriendo en mallas verdes y una brillante película llena de diversión para los niños. Está hablando a lo largo de las líneas de la tragedia y el psicodrama. Me parece interesante, el monstruo verde de la rabia y la avaricia, los celos y el miedo en todos nosotros."[9]

- Rhiannon Leigh Wryn interpreta a una Betty Ross de niña.

- Nick Nolte como Dr. David "Dave" Banner: El mentalmente inestable padre biológico de Bruce Banner, quien también fue científico de investigación genética y había sido encerrado durante 30 años después de causar una explosión en el reactor gamma y matar accidentalmente a su esposa Edith. Después de exponerse a la radiación gamma, gana la capacidad de combinar con la esencia de todos los objetos físicos, que recuerda al personaje de cómic Hombre Absorbente, curiosamente un personaje que apareció en los primeros borradores del guion. Él también, en un punto, se convierte en una criatura imponente compuesta de electricidad, que recuerda a Zzzax, otros de los enemigos de Hulk en el cómic que también aparece en los primeros borradores del guion.[10] Nolte accedió a participar en la película cuando Ang Lee describió el proyecto como una "tragedia griega."[11][12]

- Paul Kersey interpreta a un joven David Banner.

- Josh Lucas como Mayor Glenn Talbot: Un exsoldado despiadado y renegado que ofrece a Banner y a Betty Ross la oportunidad de trabajar para él en un intento de iniciar un experimento sobre los soldados auto-sanadores.

- Sam Elliott como General Thunderbolt Ross: Un general de 4 estrellas y el alejado padre de Betty. Ross era responsable de prohibir a David Banner de su trabajo de laboratorio después de saber de sus experimentos peligrosos. Elliott sintió que su actuación era similar a la de su anterior personaje Basil L. Plumley en We Were Soldiers.[13] Elliott aceptó el papel sin leer el guion, simplemente estaba demasiado emocionado para trabajar con Ang Lee. Además Elliot también investigó los cómics de Hulk para la parte.[14]

- Todd Tesen interpreta a un joven Coronel Thaddeus Ross

- Cara Buono - Edith Banner: Madre biológica de Bruce a la que no puede recordar bien. Ella es escuchada, pero aparece más en las pesadillas de Bruce.
- Celia Weston - Sra. Krenzler: Madre adoptiva de Bruce que cuida de él tras la tragedia sucedida a sus padres biológicos.
- Kevin Rankin - Harper: Colega de Bruce a quien salva de las radiaciones gamma.
- Jesse Corti - Coronel

Stan Lee, cocreador de Hulk, y el actor Lou Ferrigno quien interpretó a Hulk en la serie televisiva hacen un cameo como guardias de seguridad del laboratorio. Johnny Kastl y Daniel Dae Kim hacen pequeños roles como soldados.
| Personaje            | Actor Original (EE. UU.) | Actor de voz (España) | Actor de voz (Hispanoamérica) |
| -------------------- | ------------------------ | --------------------- | ----------------------------- |
| Bruce Banner/Hulk    | Eric Bana                | José Posada           | Ricardo Tejedo                |
| Betty Ross           | Jennifer Connelly        | Núria Mediavilla      | Dulce Guerrero                |
| David Banner         | Nick Nolte               | Camilo García         | Jesse Conde                   |
| Glenn Talbot         | Josh Lucas               | Pere Molina           | Enrique Mederos (†)           |
| Thunderbolt Ross     | Sam Elliott              | Ernesto Aura          | Armando Réndiz                |
| David Banner joven   | Paul Kersey              | Ricky Coello          | Jesse Conde                   |
| Ross joven           | Todd Tesen               | Luis Grau             | Armando Réndiz                |
| Edith                | Cara Buono               | Alicia Laorden        | Cony Madera                   |
| Sra Krenzler         | Celia Weston             | Juana Beuter          | Magda Giner                   |
| Bruce adolescente    | Mike Erwin               | Jonatán López         | Javier Olguín                 |
| Harper               | Kevin Rankin             | José Javier Serrano   | Arturo Mercado Jr.            |
| Kim (Asesor)         | Daniel Dae Kim           | Carlos Vicente        | Germán Fabregat               |
| Presidente           | Geoffrey Scott           | Juan Fernández        | Arturo Mercado                |
| Asesora de seguridad | Regina Mckee Redwing     | Nuria Llop            | Anabel Méndez                 |
| Camarera             | Jennifer Gotzon          | Berta Cortés          |                               |
| Piloto 1             | Sean Mahon               |                       | Daniel Abundis                |
| Piloto 2             | Brett Thacher            | Manuel García Guevara | Roberto Mendiola              |
| Piloto 3             | Randy Neville            | Ernesto Castaño       |                               |
| Comandante de tanque | David Sutherland         | Lucas Cisneros        | Eduardo Fonseca               |

## Desarrollo

### Jonathan Hensleigh
Los productores Avi Arad y Gale Anne Hurd comienzan el desarrollo de la película en 1990, el mismo año del estreno de la película para la televisión The Death of the Incredible Hulk, con la que finaliza serie televisiva. Universal Pictures se estableció como propietaria del personaje y la película en 1992, pese a que se trató de realizar una secuela más con Bill Bixby y Lou Ferrigno, el proyecto fue cancelado en 1994 tras el fallecimiento de Bixby. Michael France y Stan Lee fueron invitados a las oficinas de Universal 1994, con France escribiendo el script. El concepto original de Universal tendría a Hulk combatiendo terroristas, una idea que a France le disgustó. John Turman, un fan del cómic de Hulk, fue contratado para escribir el script en 1995, obteniendo la aprobación de Lee. Turman escribió 3 borradores fuertemente influenciado por la serie de cómics Tales to Astonish , que enfrentó al Hulk contra el general Ross y el ejército, el Líder, Rick Jones, el origen de Hulk como consecuencia de una explosión atómica como en los cómics, y Brian Banner como explicación de la ira interna de Bruce. Universal tivo un choque de emociones con respecto al guion de Turman, pero no obstante los guionistas futuros utilizarían muchos elementos de este guion.
Hurd trajo a su esposo Jonathan Hensleigh como coproductor al año siguiente y Industrial Light & Magic fueron contratados para usar CGI para crear a Hulk. Universal estaba tentando a France una vez más para escribir el guion, pero cambiaron de parecer cuando Joe Johnston se convirtió en director en abril de 1997. El estudio quería a Hensleigh para reescribir el guion pese a los resultados exitosos de su película Jumanji. France fue despedido luego de escribir una sola página, pero recibió un buy-off de Universal. Johnston abandonó la dirección en julio de 1997 a favor de la película October Sky, y Hensleigh convenció a Universal de hacer de Hulk su debut como director. Turman fue traído una segunda vez para escribir dos borradores más. Zak Penn entonces los reescribió. Su guion incluía una pelea entre el Hulk y una escuela de tiburones, así como dos escenas que finalmente utilizó para la película de 2008; Banner se da cuenta de que es incapaz de tener relaciones sexuales, y desencadena una transformación al caerse de un helicóptero. Hensleigh reescribió desde cero, presentando una nueva historia con Bruce Banner, quien antes del accidente que lo convertirá en Hulk, experimentando con ADN de insectos irradiados con gamma en tres convictos. Esto transforma a los condenados en "hombres insectos" que causan estragos.
El rodaje comenzaría en diciembre de 1997 en Arizona para una fecha de lanzamiento del verano de 1999, pero la filmación fue rechazada por cuatro meses. Hensleigh subsequentemente reescribió el guion con J. J. Abrams. Scott Alexander y Larry Karaszewski también fueron traídos a bordo para reescribir con Hensleigh todavía adjunto como director. En octubre de 1997, Hulk entró en fase de preproducción con la creación de maquillaje prostético y Animación por computadora a está en marcha. Gregory Sporleder fue elegido como "Novak", el archienemigo de Banner mientras Lynn "Red" Williams quien casteó como una convicta que se transforma en una combinación entre escarabajo, hormiga y humano. En marzo de 1998 Universal colocó a Hulk en suspenso debido a su creciente presupuesto de $ 100 millones ya las preocupaciones de Hensleigh dirigiendo su primera película. $ 20 millones ya fueron gastados en desarrollo de guiones, animación por computadora, y trabajo de prótesis. Hensleigh inmediatamente fue a reescribir el guion para bajar el presupuesto.

### Michael France
Hensleigh encontró que el proceso de reescritura era demasiado difícil y abandonó, y sintió que "perdió nueve meses en la pre-producción". le tomó otros ocho meses a France convencer a Universal y a los productores para que le dejara intentar escribir un guion por tercera vez. France afirmó que "Alguien dentro de Universal no estaba seguro si esto era una película de ciencia ficción, de adventuras, o una comedia, y seguí recibiendo instrucciones para escribir ambas. Creo que en algún momento, cuando no estaba en la sala, pudo haber habido discusiones sobre convertirlo en una película de Jim Carrey o Adam Sandler." France escribió el guion en pista rápida de julio a septiembre de 1999. El rodaje de  Hulk  debía comenzar en abril de 2000.
France afirmó que su visión de la película era diferente de los otros borradores, que basaron Bruce Banner en su " encarnación amable, nerd y genio" de los años 1960. France citó la inspiración de las historias de Hulk de los años 80 que introdujeron al personaje de Brian Banner, el abusivo padre de Bruce que asesinó a su madre. Su guion tenía a Banner tratando de crear células con capacidades regenerativas para probarse a sí mismo que no es como su padre. Sin embargo, tiene problemas de manejo de la ira incluso antes de que Hulk haya sido creado, lo que hace que todo sea peor. La línea "No me hagas enojar ..." de la serie de televisión se convirtió en un diálogo que el padre de Banner diría antes de golpear a su hijo. Elementos del film como el "Gammasphere", el romance trágico de Banner con Ross, y la Operación de los Black Ops fueron parte de este guion. France envió sus últimos borradores a finales de 1999 e inicios de enero de 2000.

### Ang Lee
Michael Tolkin y David Hayter reescribieron el guion después, a pesar de la respuesta positiva de los productores sobre el guion de France. Tolkin fue traído en enero de 2000, mientras que Hayter fue traído en septiembre de ese año. El proyecto de Hayter tenía a Líder, Zzzax, y el Hombre Absorbente como los villanos, que son representados como colegas de Banner y quedar atrapados en el mismo accidente que crea a Hulk. El director Ang Lee y su compañero de producción James Schamus se involucraron con la película el 20 de enero de 2001. Lee estaba insatisfecho con el guion de Hayter y encargó a Schamus una reescritura, fusionando al padre de Banner con el Hombre Absorbente y en parte con Zzzax. Lee citó influencias como King Kong, Frankenstein, Jekyll and Hyde, La bella y la bestia, Fausto, y la mitología griega para su interpretación de la historia. Schamus dijo que había encontrado la historia que introdujo a Brian Banner, permitiendo así que Lee escribiera un drama que volviera a explorar los temas padre-hijo.
Schamus todavía estaba reescribiendo el guion en octubre de 2001. A principios de 2002, mientras se rodaba, Michael France leyó todos los guiones para el Sindicato de Guionistas de Estados Unidos, para determinar quién obtendría el crédito final. France criticó a Schamus y Hayter por afirmar que pretendían hacer que Banner fuera un personaje más profundo, y se entristeció de haber denigrado su trabajo y el de Turman en entrevistas. Schamus eligió tener crédito a solas. France sentía que "James Schamus hizo una cantidad significativa de trabajo en el guion. Por ejemplo, incluyó a los perros Hulk de los cómics y tomó la decisión de utilizar al padre de Banner como un verdadero personaje en el presente. Pero usó muchos elementos de los guiones de John Turman y del mío, y por eso nos acreditaron." France, Turman y Schamus recibieron el crédito final. Una fecha de estreno en cines para el 20 de junio de 2003 fue anunciada en diciembre de 2001, con el título de The Hulk.

## Producción

### Rodaje
El rodaje comenzó el 18 de marzo de 2002 en Arizona, y se movió para el 19 de abril a la Bahía de San Francisco. Esto incluyó Advanced Light Source, Laboratorio Nacional Lawrence Berkeley, Oakland, Isla Treasure, y los bosques de Sequoyah de Porterville, Utah y los desiertos de California. La penúltima escena de batalla entre Hulk y su padre utilizó el verdadero Pear Lake en el parque nacional Sequoia como telón de fondo. El rodaje se trasladó al plató de Universal en Los Ángeles, utilizando la etapa 12 para la escena del tanque de agua, antes de terminar en la primera semana de agosto. El rodaje de "Hulk" constituyó la contratación de 3.000 trabajadores locales, generando más de $ 10 millones en la economía local. Mychael Danna, quien previamente colaboró con Lee en Ride with the Devil y La tormenta de hielo, fue contratado para dirigir la banda sonora antes de ser despedido. Danny Elfman fue contratado en su lugar.
Eric Bana comentó que el rodaje fue, "Ridiculamente grave ... un conjunto silencioso, mórbido de muchas maneras." Lee le dijo que estaba filmando una tragedia griega: estaría haciendo una "película completa" sobre el Hulk en Industrial Light & Magic. Un ejemplo del cine arte característico de Lee cuyo enfoque de la película estaba tomando Bana para ver una lucha de boxeo antiguo. El supervisor de efectos visuales Dennis Muren estaba en el plató todos los días. Una de las muchas imágenes visuales en el filme que presentó un reto de actuación para Bana estuvo en una técnica cinematográfica llamada split screen técnica empleada por Lee para imitar cinematográficamente las viñetas de una página de cómic. Esto requirió muchas más tomas de escenas individuales de lo normal. El diseño de sonido fue completado en Skywalker Sound. Muren y otros animadores de ILM utilizaron tecnología anterior de Harry Potter y la cámara secreta (para el personaje de Dobby) para crear a Hulk con CGI. Otro software usado durante el rodaje fue PowerAnimator, Softimage XSI, y RenderMan Interface Specification. ILM comenzó el trabajo de animación por computadora en 2001, y terminó en mayo de 2003, apenas un mes antes del lanzamiento de la película. Lee proveyó algo de captura de movimiento en el trabajo de posproducción.

## Música

### Banda sonora
La música incidental para Hulk fue compuesta por Danny Elfman, quien hizo la música para Spider-Man el año anterior. El colaborador frecuente de Ang Lee, Mychael Danna, fue el original compositor de la película. Sin embargo, la música de Danna fue rechazada por los ejecutivos del estudio debido a su acercamiento no tradicional, que ofreció el taiko japonés, el tambor africano, y el canto árabe. Elfman fue entonces abordado por la presidenta de Universal de música de cine, Kathy Nelson. Con 37 días para componer más de dos horas de música, Elfman acordó por respeto a Lee. Mientras instruía a retener gran parte del personaje de la partitura de Danna, Lee exigió a Elfman a escribir material que no sonara como sus anteriores musicalizaciones de superhéroe. "Dejaron parte de mi música en la película", dijo Danna, "así que el canto árabe y algunos de los tambores son mías. Lo que pasó es que entraron en pánico, trajeron a Danny y él escuchó lo que he estado haciendo y Supongo que le gustó."
Un álbum de la banda sonora fue lanzado el 17 de junio de 2003 por Decca Records. Presentando la canción "Set Me Free" de Velvet Revolver, la cual suena durante los créditos finales de la película.
Lista de temas
| N.º | Título                                           | Duración |  |
| 1.  | «Main Titles»                                    | 4:36     |  |
| 2.  | «Prologue»                                       | 4:38     |  |
| 3.  | «Betty's Dream»                                  | 2:14     |  |
| 4.  | «Bruce's Memories»                               | 2:45     |  |
| 5.  | «Captured»                                       | 3:41     |  |
| 6.  | «Dad's Visit»                                    | 2:15     |  |
| 7.  | «Hulk Out!»                                      | 4:00     |  |
| 8.  | «Father Knows Best»                              | 3:34     |  |
| 9.  | «...Making Me Angry»                             | 4:02     |  |
| 10. | «Gentle Giant»                                   | 1:02     |  |
| 11. | «Hounds Of Hell»                                 | 3:47     |  |
| 12. | «The Truth Revealed»                             | 4:19     |  |
| 13. | «Hulk's Freedom»                                 | 2:36     |  |
| 14. | «A Man Again»                                    | 7:48     |  |
| 15. | «The Lake Battle»                                | 4:32     |  |
| 16. | «The Aftermath»                                  | 0:52     |  |
| 17. | «The Phone Call»                                 | 1:34     |  |
| 18. | «End Credit»                                     | 1:13     |  |
| 19. | «Set Me Free» (Interpretada por Velvet Revolver) | 4:09     |  |

## Estreno

### Marketing
Universal Pictures gastó $2.1 millones en un comercial de televisión en un período de 30 segundos durante el Super Bowl XXXVII para comercializar la película, el 26 de enero de 2003. Y un tráiler de 70 segundos se mostró en los cines junto a Spider-Man desde su estreno el 3 de mayo de 2002. Pocas semanas antes del lanzamiento de la película, una serie de huellas de trabajo se filtraron en Internet. Los efectos visuales y especiales ya estaban siendo criticados, a pesar de que no era la edición final de la película. Posteriormente fue lanzada en formato HD DVD el 12 de diciembre de 2006 y fue lanzado más adelante en Blu-ray el 16 de septiembre de 2008.

### Formato casero
Hulk fue estrenada en VHS y DVD el 28 de octubre del 2003.  La película ganó $ 61.2 millones en ventas de DVD durante 2003.

## Recepción

### Respuesta de la crítica
La película obtuvo críticas muy divididas, unos aplaudieron el concepto dramático en el personaje de Hulk, mientras que otros decían que tenía un ritmo muy lento. El sitio web Rotten Tomatoes le da un 62% de aprobación, con una calificación de 6.2/10, sobre la base de una suma de 229 reseñas, diciendo que "Mientras la ambiciosa película de Ang Lee obtiene una calificación para el estilo y un intento de profundidad dramática, la película es demasiado hablar y no hay suficiente acción. El portal IMDb le da una puntuación de 5.7/10. Finalmente la película obtiene una calificación de 54/100 en el portal Metacritic sobre la base de una suma de una puntuación media de 54 basadas en 40 críticas. Roger Ebert dio una revisión positiva, explicando, "Ang Lee está tratando de hacer frente a los problemas de la historia del Hulk, en lugar de simplemente cortar a efectos visuales sin cerebro". A Ebert también le gustaba cómo los movimientos del Hulk se parecían a King Kong. Aunque Peter Travers de  Rolling Stone  sentía que Hulk debería haber sido más corto, él elogió fuertemente las secuencias de acción, especialmente el clímax y el momento culminante. Paul Clinton de CNN creyó que el reparto dio funcionamientos fuertes, pero en una revisión de otra manera positiva, criticó pesadamente las imágenes generadas por computadora, llamando a Hulk "una versión ticked-apagado de Shrek".
Por el contrario, Mick LaSalle de San Francisco Chronicle considera que la película es más pensativa y agradable a la vista que cualquier blockbuster en la memoria reciente, pero su longitud épica viene sin una recompensa épica." Ty Burr de The Boston Globe sentía que Jennifer Connelly repite su rol de científica en espera de A Beautiful Mind. Lisa Schwarzbaum de Entertainment Weekly dijo que una adaptación de cómic de gran presupuesto raramente se ha sentido tan sin humor e intelectualmente defensiva sobre sus propias raíces pulposas.

### Taquilla
Hulk fue lanzada el 20 de junio de 2003, ganando $ 62.1 millones en su fin de semana del estreno, que le hizo el decimosexto estreno más alto nunca en el momento. Con una caída del segundo fin de semana del 70%, fue el primer estreno de más de $ 20 millones a caer más del 65%. La película recaudó $ 132.177.234 en América del Norte sobre un presupuesto estimado de $ 137.000.000, e hizo $ 113.183.246 en países extranjeros, llegando a un total mundial de $ 245.360.480. Con un balance final norteamericano de $ 132.2 millones, se convirtió en el estreno más grande en no superar los $ 150 millones.

### Premios y nominaciones
Connelly y Danny Elfman recibieron nominaciones en la entrega 30 de los Premios Saturn por mejor actriz y mejor música respectivamente. Igualmente fue nominado por mejor película de ciencia ficción perdiendo ante X-Men 2 también basada en personajes de Marvel. Dennis Muren, Michael Lantieri y el equipo de efectos especiales fueron nominados a los mejores efectos especiales.

## Reboot
Después de las críticas mixtas de Hulk, Marvel Studios recuperó los derechos del personaje (no los derechos de distribución y creativos a manos de Universal), y el escritor Zak Penn comenzó a trabajar en una secuela titulada The Incredible Hulk, antes llamada Hulk 2. Posteriormente, Edward Norton reescribió el guion de Penn después de firmar su contrato, recontando los orígenes del personaje en recuerdos e imágenes, ayudando a establecer la película como un reboot; bajo la dirección de Louis Leterrier quien estuvo de acuerdo con el tratamiento. Leterrier mantuvo una conexión de similitud del escondite de Bruce en Sudamérica.